# Robert Christgau
Robert Christgau, nyomtatásban néha Xgau (New York, 1942. április 18. –) amerikai esszéista, zenei újságíró és kritikus. Az első kritikái az Esquire magazinban jelentek meg 1967-ben. 1969-ben kezdett kritikákat és esszéket írni a The Village Voice magazinba, 1974-től pedig rendszeres munkatársa a lapnak. Rendszeresen írt cikkeket többek közt a Playboy, Spin, Creem és Rolling Stone magazinoknak is. Zenekiritkusi körökben elsőként üdvözölte a hiphop és riot grrrl mozgalmak kialakulását.
Christgau talán a Consumer Guide („vásárlói útmutató”) írásairól a legismertebb, amelyek 1969 óta többé-kevésbé havi rendszerességgel megjelentek a Village Voice-ban, majd egy rövid ideig a New York-i Newsday napilapban. Eredeti formájukban ez 18 – 20 rövid, pár soros albumkritikát tartalmazott, amelyek A+ és E- között (az amerikai osztályzási rendszerhez hasonlóan) értékelték az albumokat. 1990-ben Christgau megváltoztatta az értékelési rendszerét, hogy inkább a jobb albumokra koncentráljon a közepesek helyett. Így a Consumer Guide ettől kezdve 8-10 B+ és a fölötti értékelésű albumot tartalmazott, egy „hónap kamuja” kritikát B vagy alacsonyabb értékeléssel, valamint három listát: „honorable mention” (ezek az albumok nem kaptak teljes értékelést, csak egy említést), „choice cut” (kiváló dal egy említésre méltatlan lemezen, egy nyitott olló jelképezi) és „dud” (rossz albumok, egy robbanó gránát jelképezi). 2006-tól a kritikák egy adatbázisban is elérhetők az interneten.